# Bude (Mississipi)
Bude és una població dels Estats Units a l'estat de Mississipi. Segons el cens del 2000 tenia 1.037 habitants.

## Demografia
Segons el cens del 2000, Bude tenia 1.037 habitants, 426 habitatges, i 270 famílies. La densitat de població era de 284 habitants per km².
Dels 426 habitatges en un 35,2% hi vivien nens de menys de 18 anys, en un 34,7% hi vivien parelles casades, en un 24,2% dones solteres, i en un 36,4% no eren unitats familiars. En el 34,5% dels habitatges hi vivien persones soles el 17,1% de les quals corresponia a persones de 65 anys o més que vivien soles. El nombre mitjà de persones vivint en cada habitatge era de 2,43 i el nombre mitjà de persones que vivien en cada família era de 3,15.
Per edats la població es repartia de la següent manera: un 30,4% tenia menys de 18 anys, un 9,9% entre 18 i 24, un 26,6% entre 25 i 44, un 19,4% de 45 a 60 i un 13,7% 65 anys o més.
L'edat mediana era de 35 anys. Per cada 100 dones de 18 o més anys hi havia 77,4 homes.
La renda mediana per habitatge era de 16.125 $ i la renda mediana per família de 25.000 $. Els homes tenien una renda mediana de 24.063 $ mentre que les dones 15.921 $. La renda per capita de la població era de 10.058 $. Entorn del 30,5% de les famílies i el 32,2% de la població estaven per davall del llindar de pobresa.

## Poblacions més properes
El següent diagrama mostra les poblacions més properes.